# Funkcionalne zahteve za normativne podatke
Funkcionalne zahteve za normativne podatke beležijo kontrolirane oblike imen vsaj za osebe, rodbine, korporacije in vsebine. Izdelati moramo normativne zapise, s katerimi določimo normativne oblike imen ter kazalke, ki jih uporabljamo kot elemente za dostop do entitet, kot so 
imena oseb, rodbin, korporacij, naslovi  del, izrazne  oblike, pojavne oblike, enote, pojmi, predmeti, dogodki in kraji. 
Namen konceptualnega modela:
V knjižnicah, muzejih in arhivih je katalog niz organiziranih podatkov, ki opisuje vsebino informacij, ki jih upravlja določena institucija. Normativni podatki predstavljajo nadzorovanim dostop do točk in drugih informacij, ki jih inštitucija potrebuje za delo z neko osebo, družino ali pravno osebo. Kontrolirane dostopne točke so pooblaščene oblike in variantne oblike imena, ki jih sestavijo katalogizatorji za prepoznavanje subjekta. Osnovni namen tega modela je zagotoviti okvir za analizo funkcionalnih zahtev za avtoriteto podatkov, ki so zahtevani za nadzorni organ in za mednarodno zamenjavo podatkov. Konceptualni model je oblikovan za: 
zagotavljanje  jasno opredeljenega in strukturiranega referenčnega okvirja, ki se nanaša na podatke, ki jih normativni podatki evidenirajo za potrebe uporabnikov  
za pomoč pri presoji možnosti za mednarodno izmenjavo in uporabo normativnih podatkov, tako v knjižničnem sektorju kot drugod. 

## Entitete
So enote, ki jih shranjujemo v bazi. 

### Opredelitev entitet
Opredelitve entitet v veliki meri izvirajo iz dveh virov: Funkcionalne zahteve za bibliografske zapise (FZBZ) (ang: Functional requirements for bibliographic records FRBR) in smernic za normativne zapise in Literatura (Garr)
Oseba: sem spadajo posamezne osebe, osebe s sedežem, ki jih prevzame posameznik ali skupina. Vključuje resnične posameznike, sedeže oseb, ki jih je sprejel posameznik, ki uporablja več kot eno ime ( posameznikovo pravo ime in en ali več psevdonimov), sedeže oseb, ki jih skupaj prevzameta dva ali več posameznikov, književnike, legendarne osebnosti, božanstva, sedeže besed, ki jih je prevzela skupina, lahko vključuje skupine posameznikov, ki nosijo isto ime, če ni mogoče določiti različnih identitet za vsakega posameznika znotraj skupine.
Družina: dve ali več oseb, ki sta povezani z rojstvom, zakonski zvezi, posvojitvi, civilni zvezi ali podobnem pravnem statusu, ki kako drugače predstavlja družino. Vključuje kraljeve družine, dinastije, hiše plemstva, skupine posameznikov, ki si delijo skupne prednike, družinske enote (starši, otroci, vnuki...), zaporedne imetnike naslovov v hiši plemstva.
Pravne osebe: organizacija ali skupina oseb ali organizacij, ki jih identificira posebno ime in delujejo kot enota. Vključuje občasne skupine in skupine, ki so ustanovljene za razna srečanja, konference, kongrese, pohode, razstave, festivale, sejme... , glasbene skupine, skupine vizualnih umetnikov, podjetja ki proizvajajo kolektivno delo, organizacije in skupine ki so propadle ter tiste ki še delujejo.
Delo: različno intelektualno ali umetniško ustvarjanje (intelektualne ali umetniške vsebine). Vključuje dela, ki so izražena z besedami, glasbena dela, grafična dela, fotografska dela, kartografska dela, računalniški programi, pravna dela (zakoni, predpisi, ustave, pogodbe, sodni predpisi in odločbe...), verska dela (sveti spisi, veroizpovedi...), zbirke in sestavne dele člankov. 
Izraz: intelektualna ali umetniška realizacija dela v obliki alfanumeričnih, glasbenih ali koreografskih zapisov, zvok, slika ali predmet gibanja, ali katera koli kombinacija teh oblik, specifične besede, stavki, odstavki, ki izhajajo od realizacije dela v obliki besedila (prevod), posebna zaporedja gibljivih slik v kombinaciji z zvokom ali ne. Izključuje vidike fizične oblike, kot so pisave in postavitev strani, razen če so sestavni deli intelektualni ali umetniški. 
Manifestacija: fizično utelešenje izraza dela. Vklujučuje manifestacije v obliki knjige, revije, zemljevida, plakata, zvočnih posnetkov, filmov, video posnetkov, multimedijskih kompletov, PDF datoteke, datoteke MP3...
Postavka: vključuje postavke, ki obsega en sam fizični objekt (ena kaseta), postavke ki obsegajo več kot en fizični objekt in elektronskih virov na spletu.
Pojem: abstrakten pojem ali ideja. Vključuje področja znanja, discipline, miselne šole (filozofije, religije, politične ideologije..), teorije, postopke, tehnike, prakse.
Predmet: materialna stvar. Vključuje žive in nežive predmete, ki se pojavljajo v naravi, stabilne, prestavljive in predmete ki se gibljejo in so produkt človeškega ustvarjanja in predmete ki ne obstajajo več.
Dogodek: ukrepanje ali nastop. Vključuje zgodovinske dogodke, obdobja, časovna obdobja.
Kraj: Vključuje kopenske in zunajzemeljske lokacije, zgodovinske in sodobne lokacije, geografske značilnosti, geo-politične pristojnosti. 
Ime: znak ali skupina besed po katerih je podjetje znano v resničnem svetu. Vključuje imena oseb, družin in podjetij ki so znana, naslove katerih dela, izrazi in manifestacije so znane, imena in pogoje pod katerimi so pojmi, predmeti, dogodki in kraji znani, prava imena, psevdonime, verska imena, začetnice, samostojne črke, številke ali simbole, rodbinska imena, imena vladarjev, papežev, imena družin, klanov, dinastij, imena društev, ustanov, poslovnih podjetij, imena vlade, vladne agencije, vladnih uradnikov, številke, ki so sestavni del imena podjetja, naslove vsebin, delov vsebine, naslove s katerimi je delo postalo znano, nazive pod katerimi je bilo delo objavljeno.
Identifikator: številka, koda, beseda, besedna zveza, logo, naprava ki je povezana s subjektom in služi za razlikovanje podjetja od drugih. Sestavljen je lahko iz niza identifikatorja (zaporedje številk ali abecednih znakov, da deluje kot edinstven identifikator). Vključuje identifikatorje kot so številke socialnega zavarovanja, ki jih določi vladni organ, osebne identifikatorje, ki jih določijo organi za registracijo, matične številke podjetij, registrske številke za dobrodelne organizacije, ki jih določi državni organ, standardne identifikatorje, s katerimi organi za registracijo opredeljujejo vsebino (ISRC, ISAN), standardne identifikatorje s katerimi organi za registracijo ugotavljaqjo manifestacijo (ISBN, ISSN), tematske številke indeksa za dodeljeno glasbeno delo založnika.
Nadzorovani dostop: ime, izraz, koda po kateri lahko najdejo bibliografski ali normativni podatek. Vključuje dostop oblikam imen, dostopne točke, ki temeljijo na osebnih, družinskih in podjetnih imenih, točke dostopa, ki temeljijo na naslovih za delo, izraze, manifestacije in predmetov, dostopne točke sestavljene iz kombinacije dveh dostopov točk.
Pravila: niz navodil, ki se nanašajo na oblikovanje in snemanje nadzorovano dostopnih točk (normativne oblike, variantne oblike ali reference). Vključuje katalogizacijska pravila in interpretacija teh pravil.
Agencija: organizacije odgovorne za ustvarjanje sli spreminjanje nadzorovano dostopnih točk. Agencija je odgovorna za izvajanje in razlago pravil ki jih ustvarja in uporablja. Agencija je lahko tudi odgovorna za vzpostavitev in vzdrževanje identifikatorjev v okviru svoje domene. Vključuje knjižnice, nacionalne bibliografske agencije, bibliografske storitve, muzeje, arhive, upravljanje pravic organizacije.

## Atributi
Vsaka od entitet modela ima svoje atribute, ki predstavljajo strukturo za gradnjo bodoče podatkovne baze.
Atributi/lastnosti oseb: datumi povezani z osebami. Vključujejo leto/mesec/dan rojstva, smrti, leto obdobje ali stoletja delovanja, naslov/rank osebe, plemstva, vljudnostne naslove in naslove časti (queen, pope, spoštovani), posvetne in religiozne elemente informacij(gospa, profesor), država v kateri je identificirana oseba, poštni naslov, jezik ki ga oseba uporablja pri ustvarjanju.
Atributi/lastnosti družin: tip družine, kategorizacija kot klan, družina, dinastija, kraji povezani z družino, informacije o krajih kjer je družina prebivala, strokovna območja s čim se je družina ukvarjala.
Atributi/lastnosti korporativnega telesa: kraji povezani s pravnimi osebami, geografski prostor povezan s poslovnimi telesi. Vključuje države, pokrajine, okrožja, mesta, občine, mesta v katerem so potekala srečanja, konference, razstave..., lokacijo sedeža, datume sestankov, konferenc, razstav, datum ustanovitve organizacije, datum obstoja organizacije, jezik podjetja, sedanji in nekdanji naslov, dejavnost s katero se podjetje ukvarja, zgodovino podjetja.
Atributi/lastnosti za delo: oblika dela, razred v katerega delo spada. Vključuje oblike, vrste dela (roman, poezija, esej, zemljevid...), datum nastanka dela, datum prve izdaje in objave, druge predmete, ki se uporabljajo pri opravljanju dela.
Atributi/lastnosti izraza: izrazna oblika sredstev, s katerimi se uresničuje delo. Vključuje način na izraznem mediju (alfanumerični zapis, notni zapis, zvok, slika...), datum pisanja, prevajanja.
Atributi/lastnosti manifestacije: izdaja imenovanja informacijam ki se pojavlja v pojavni obliki, in običajo označuje razlike v vsebini in obliki. Vključuje kraj izida, mesto, trg ali druge lokacije povezane z imenom založnika, datum objave.
Atributi/lastnosti postavke: lokacije, kjer je element shranjen ali na voljo za dostop. Navedbe prejšnjih lastništv dela, informacije iz katerega elemnta je bil pridobljen in v katerih okoliščinah je bil pridobljen element. 
Atributi/lastnosti imena Vključuje osebna imena, imena korporacij, imena družin, trgovska imena, imena pojmov, predmetov, dogodkov in krajev, oblike, vrste dela (literarna dela, kritična dela), povezanih z imenom ki ga avtor uporablja.
Atributi/lastnosti identifikatorja: vrsta identifikacijske številke ali druge oznake, ki označuje vrsto identifikatorja (področje na katerem je identifikator dodeljen), abecedne nize, ki dodeljujeo sistem številčenja (ISBN, ISSN, ISRC), simbole, ki označujejo tip identifikatorja (@). 
Atributi/lastnosti pravil: navedba pravil za citiranje za katalogizacijsko kodo, sklop pravil, navodil... Vključuje naslov pravil in po potrebi ime organa pristojnega za pravila, izdaja, oznaka, datum.
Atributi/lastnosti agencije: ime agencije pod katerim je spošno znana. Vključuje ime agencije odgovorne za ustvarjanje zapisa, okrajšave ali začetnice, ki jih agencija uporablja namesto polnega imena, lokacijo kjer se agencija nahaja oz. izvaja svoje storitve. 